# Chi Mướp đắng
Chi Mướp đắng (danh pháp khoa học: Momordica) là một chi của khoảng 50-60 loài cây thân thảo dạng dây leo sống một năm hay lâu năm, thuộc về họ Bầu bí (Cucurbitaceae), có nguồn gốc ở vùng nhiệt đới châu Phi và miền nam châu Á.

## Trồng và sử dụng
Một số loài trong chi Momordica được trồng để làm cây cảnh hay lấy quả có nhiều cùi thịt, quả có dạng hoặc là tròn, thuôn dài hay hình trụ, có màu từ da cam tới đỏ khi chín, có gai hay bướu ở lớp vỏ.

## Các loài
Bao gồm khoảng 52 được công nhận như sau:
- Momordica angolensis R.Fern., 1959
- Momordica angustisepala Harms, 1923
- Momordica anigosantha Hook.f., 1871
- Momordica argillicola Thulin, 2009
- Momordica balsamina L., 1753
- Momordica boivinii Baill., 1885
- Momordica breteleri H.Schaef., 2021
- Momordica cabraei (Cogn.) C.Jeffrey, 1962
- Momordica calantha Gilg, 1904
- Momordica camerounensis Keraudren, 1967
- Momordica cardiospermoides Klotzsch, 1861
- Momordica charantia L., 1753: Mướp đắng, khổ qua, mướp mủ, lương qua.
- Momordica cissoides Planch. ex Benth., 1849
- Momordica clarkeana King, 1898
- Momordica cochinchinensis (Lour.) Spreng., 1826: Gấc, mộc miết tử.
- Momordica cordata Cogn., 1895
- Momordica corymbifera Hook.f., 1871
- Momordica cymbalaria Fenzl ex Naudin, 1859
- Momordica denticulata Miq., 1858
- Momordica denudata (Thwaites) C.B.Clarke, 1879
- Momordica dioica Roxb. ex Willd., 1805
- Momordica dissecta Baker, 1895
- Momordica enneaphylla Cogn., 1888
- Momordica foetida Schumach., 1827
- Momordica friesiorum (Harms) C.Jeffrey, 1962
- Momordica gilgiana Cogn., 1914
- Momordica glabra Zimm., 1922
- Momordica henriquesii Cogn., 1889
- Momordica humilis (Cogn.) C.Jeffrey, 1962
- Momordica janarthanamii Gosavi, Gholave, Madhav & Kambale, 2022
- Momordica jeffreyana Keraudren, 1967
- Momordica kirkii (Hook.f.) C.Jeffrey, 1962
- Momordica leiocarpa Gilg, 1904
- Momordica littorea Thulin, 1991
- Momordica macrosperma (Cogn.) Chiov., 1929
- Momordica mossambica H.Schaef., 2009
- Momordica multiflora Hook.f., 1871
- Momordica obtusisepala Keraudren, 1967
- Momordica parvifolia Cogn., 1916
- Momordica peteri Zimm., 1922
- Momordica pterocarpa Hochst. ex A.Rich., 1841
- Momordica racemiflora Cogn., 1881
- Momordica repens Bremek., 1933
- Momordica rostrata Zimm., 1922
- Momordica sahyadrica Kattuk. & V.T.Antony, 2007
- Momordica sessilifolia Cogn., 1896
- Momordica silvatica Jongkind, 2002
- Momordica spinosa (Gilg) Chiov., 1916
- Momordica subangulata Blume, 1826: Gấc cạnh.
- Momordica trifolia L., 1754
- Momordica trifoliolata Hook.f., 1871
- Momordica welwitschii Hook.f., 1871
- Momordica × suboica Bharathi, 2014 = M. dioica × M. subangulata

### Các loài có ở Việt Nam
- Momordica charantia: Khổ qua, mướp đắng.
- Momordica cochinchinensis: Gấc.
- Momordica subangulata: Gấc cạnh.

Mướp đắng hay khổ qua (Momordica charantia) có vị đắng, theo Đông y tính hàn, giúp giải nhiệt. Mướp đắng thường được dùng làm thức ăn hay nấu nước trị rôm sảy cho trẻ em.
Gấc (Momordica cochinchinensis) có nạc thường dùng để nhuộm thức ăn.

## Hình ảnh

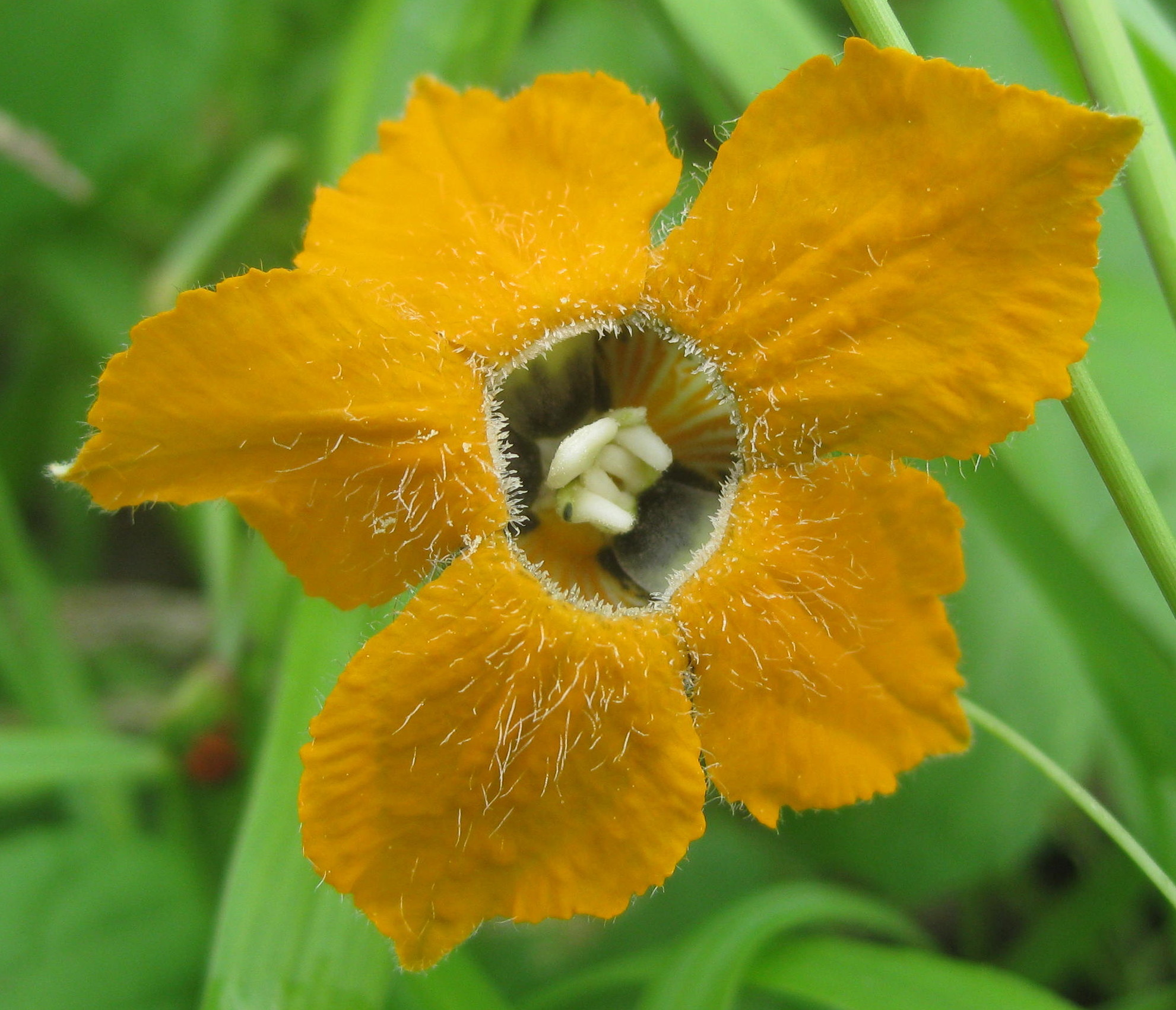
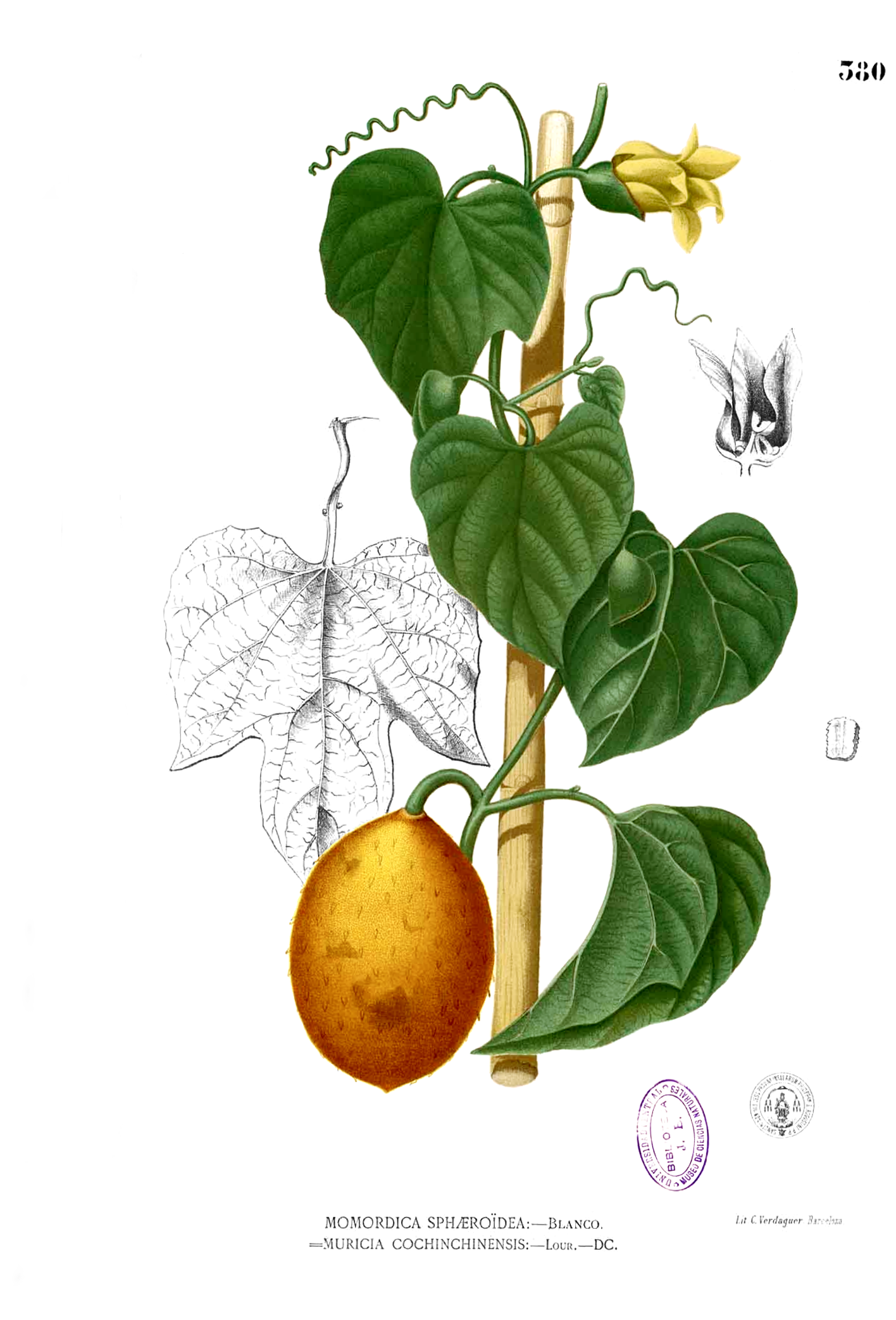
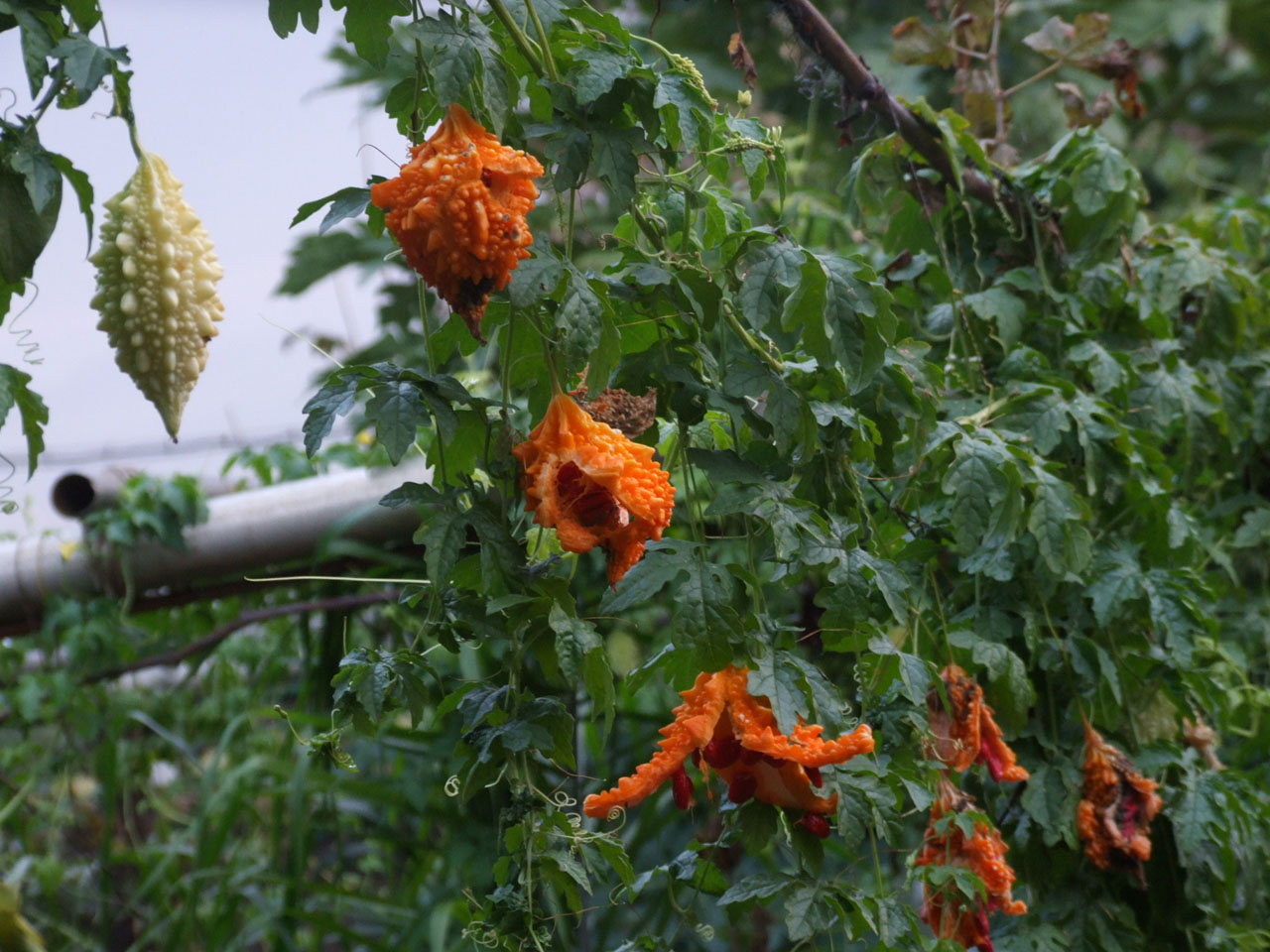
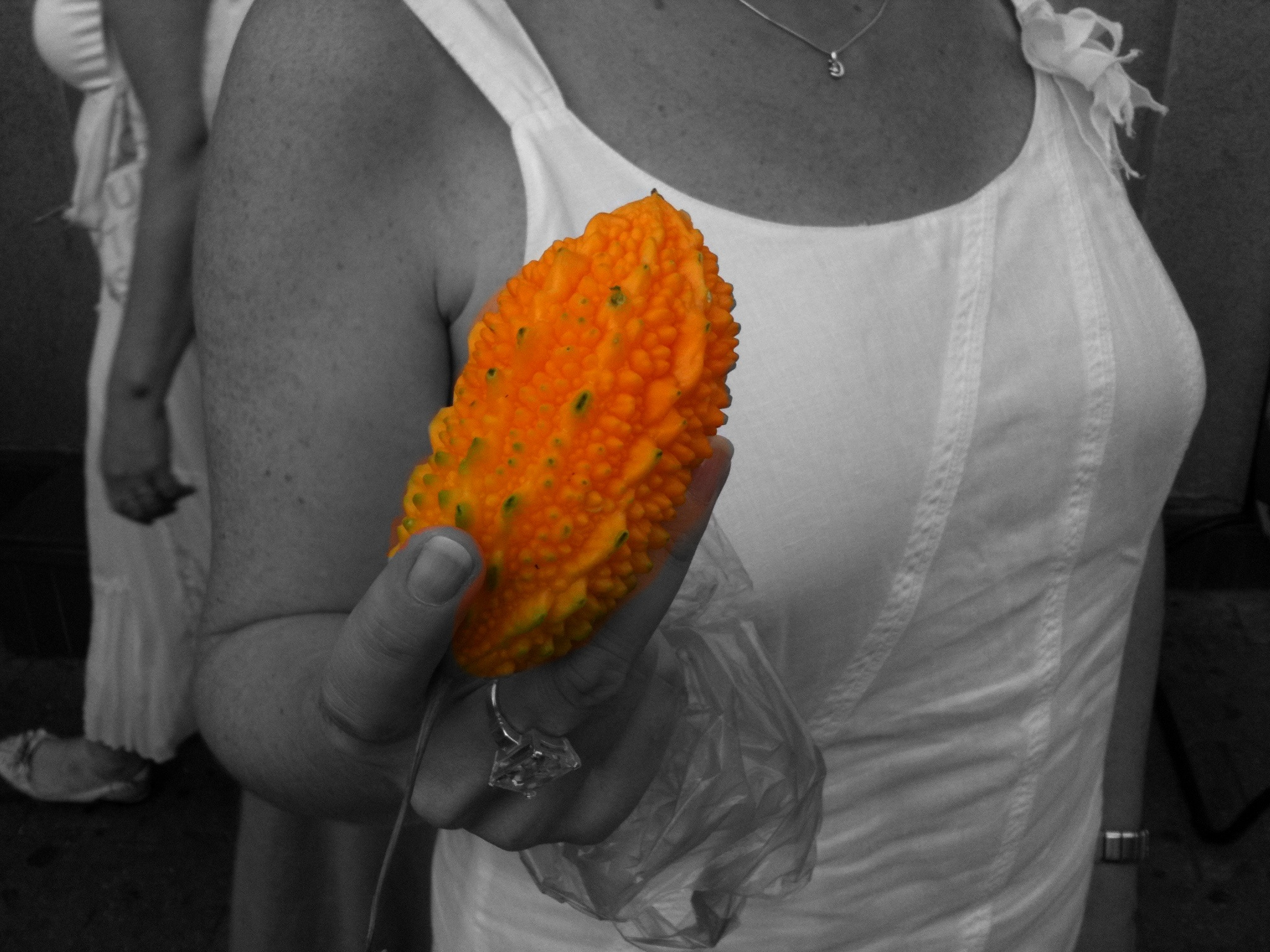